# أورلي ألتر
أورلي ألتر (بالعبرية: אוֹרְלִי אַלְטֶר) هي عالمة فيزياء ووراثة ورياضيات إسرائيلية-أمريكية، تشغل منصب أستاذة مشاركة في الهندسة الحيوية وعلم الوراثة البشرية في معهد الحوسبة العلمية والتصوير الطبي، ومعهد هانتسمان للسرطان في جامعة يوتا.  نشرت أبحاثًا في مجالات القياس الكمي، ومعالجة الإشارات الجينومية، وتحليل الموترات.